# Jessica Aby
Jessica Aby, née le 16 juin 1998 à Abidjan, est une footballeuse internationale ivoirienne. Elle évolue au poste de milieu de terrain au Deportivo Alavés.

## Biographie
Elle participe avec l'équipe de Côte d'Ivoire à la Coupe du monde 2015 organisée au Canada. Lors du mondial, elle joue un match contre la Thaïlande.